# Convento di Santa Maria (Campagnatico)
Il convento di Santa Maria è un edificio religioso che si trova a Campagnatico. La sua ubicazione è in via del convento, strada che costeggia l'area absidale del santuario di Santa Maria della Misericordia, nota in passato anche come "pieve di Santa Maria".
Il complesso religioso sorse in epoca medievale, più precisamente nel corso del Trecento, in posizione attigua rispetto alla più antica pieve di Santa Maria, luogo di culto attualmente denominato chiesa di Santa Maria della Misericordia.
La struttura conventuale, rimasta attiva per diversi secoli, fu definitivamente abbandonata in epoca moderna, andando incontro da allora verso un lento ma inesorabile degrado, che ha portato l'antico complesso fino ai giorni nostri in stato di abbandono.
Il fabbricato, pur necessitando di interventi di restauro, si articola a forma di L e conserva le originarie strutture murarie esterne interamente rivestite in pietra, ove sono ben riconoscibili alcuni elementi architettonici di epoca medievale, come ad esempio un portale d'ingresso con arco a tutto sesto, sopra il quale si apre una finestra rettangolare a sua volta sovrastata da un arco tamponato a sesto acuto, con la lunetta in laterizio. Un altro elemento originario dell'epoca di costruzione è il possente basamento a scarpa che caratterizza la parte angolare destra della facciata, adattandosi all'orografia del poggio su cui è situato.